# 퇴학
퇴학(退學)은 재학 중인 학생을 학교로부터 제적하는 것으로, 일반적으로 학생에 대한 징계의 목적으로 이루어진다. 재학생이 심하거나 상습적인 학교폭력 등의 범법행위를 저지르거나 이유 없는 결석이 많은 등 교육상 퇴학조치가 필요하다고 판단될 경우, 학교장은 해당 학생에게 퇴학조치를 취할 수 있으며, 이는 의무교육기관에는 해당되지 않는다. 전반적인 형태의 학교를 나오는 행위를 통틀어 퇴학이라고 일컫기도 하나, 일반적으로 강제로 학교에서 제적당하는 퇴학은 자의로 학교를 그만두는 자퇴와 구분된다.

## 나라별 현황

### 대한민국
2015년 기준, 대한민국의 정규교육과정은 초중등교육법 13조에 의거, 초등학교에서 중학교까지의 의무교육을 규정하고 있기 때문에 초중교에는 퇴학조치가 존재하지 않는다. 이에 따라 초중교에서는, 취학의무를 면제 또는 유예받았거나 정당한 사유없이 3개월 이상 장기결석하는 학생을 퇴학시키는 대신 정원외관리를 실시하고 있다. 또한 학생을 학교폭력 대책 자치위원회 등으로 강제전학 시키는 방법 또한 있다. 하지만 강제전학생이 다른 학교에 가서도 사고를 쳐서 또다시 강제전학을 당하는 경우도 있다

## 같이 보기
- 자퇴
- 대한민국의 검정고시
- 의무 교육
- 강제전학
- 졸업